# 自然保護官

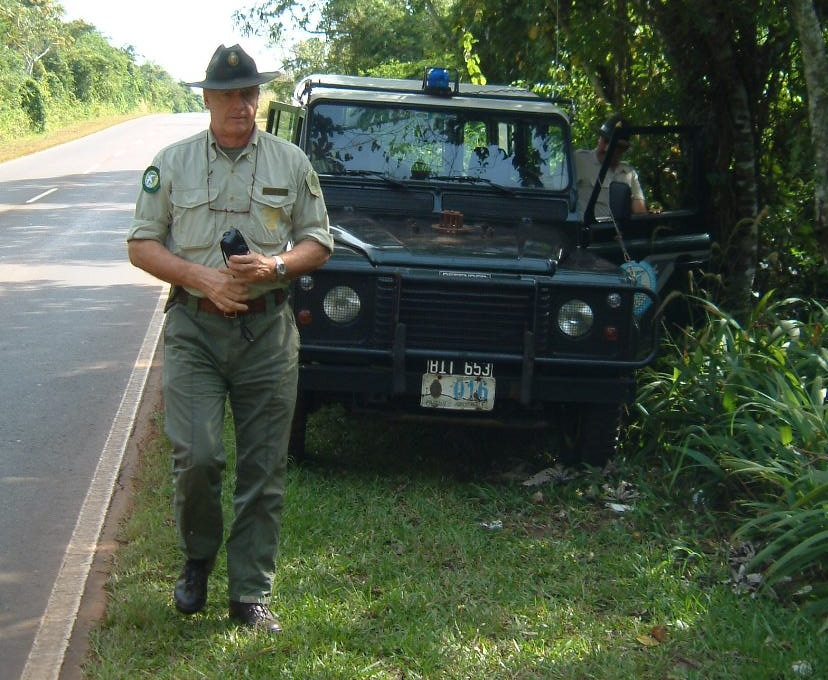
アルゼンチンのイグアス国立公園で働く自然保護官

自然保護官（しぜんほごかん）とは、国立公園内等で自然環境を保護するために活動する職員。本記事では英語でパークレンジャー (park ranger) と呼ばれる職業について解説する。

## 概要
アメリカ合衆国やカナダでは、国立公園や州立公園で自然環境の保護をするために働いている職員を「Ranger レンジャー」や「Park Ranger パークレンジャー」（あるいは英: Ranger for Nature Conservationなど）と呼んでおり、公園内の自然を保護する為に多様な業務を行っている。オーストラリアや南米、アフリカの国々でも同様の職員が存在する。

## 各国での活動など

### 米国

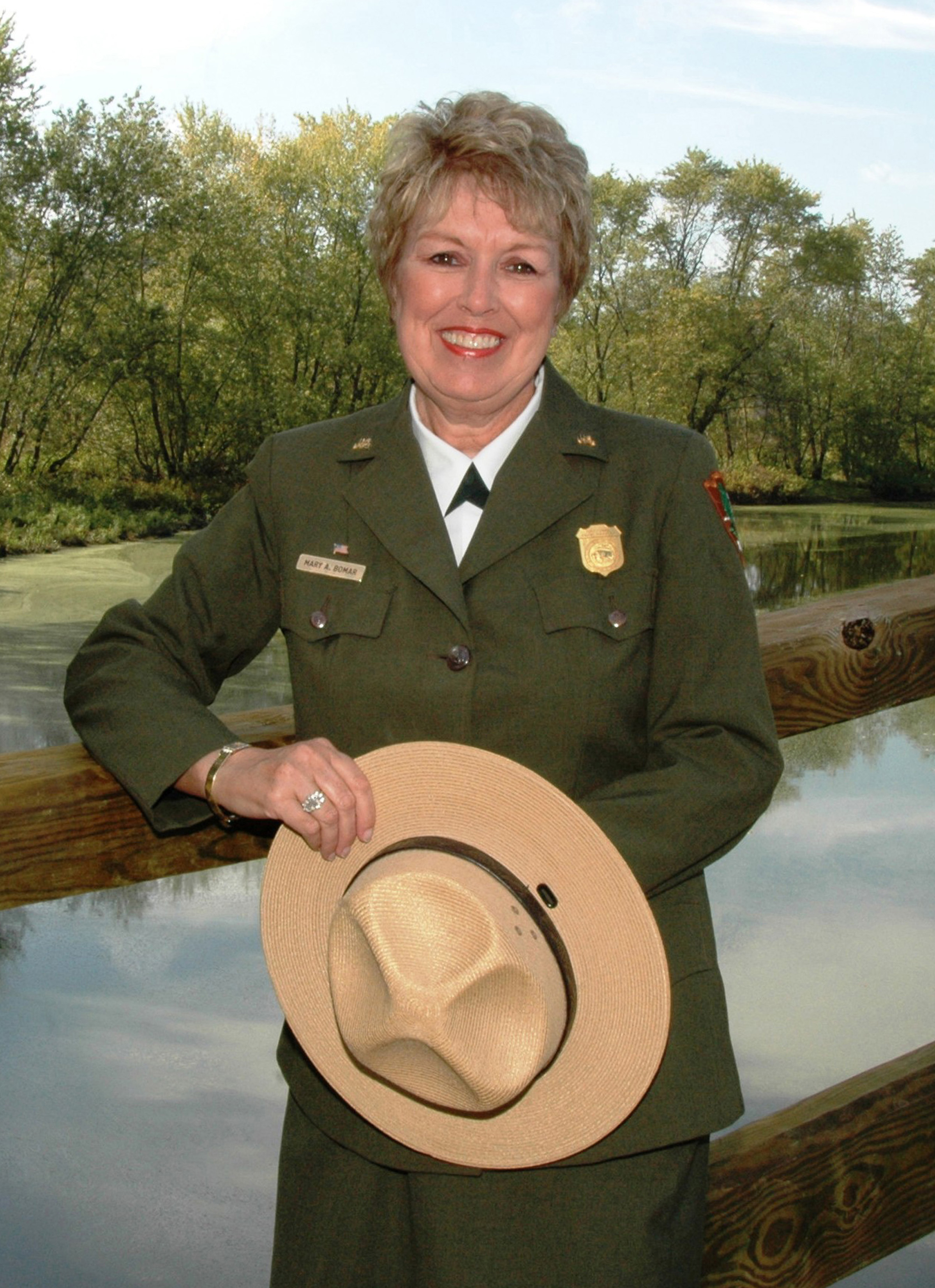
米国の自然保護官

厳密には米国において「パークレンジャー」という肩書を有している職員がいるわけではない。米国で単に「レンジャー」とは国立公園や州立公園内において活動する管理職員のことを指す。
一般的に「パークレンジャー」と呼ばれている職員は公園内のビジターセンターなどで自然環境や野生生物の解説を行っているパークガイドである。この他にも施設維持等のメンテナンス職員や法執行官(後述)などもおり、ビジターサービスは行っていないが、州によって制服等が類似しているためパークガイドとの見分けが付きにくい場合がある。ボランティア職員もワッペン付きのシャツを支給されている。
上記のパークガイドにはパーマネント（常勤職員）とシーズナル（臨時職員）がおり、特に夏季にビジターセンターに配置される多くの若手職員は学生または大学卒業直後の臨時職員である。
また、警察組織と同等の権限を持った法執行機関も公園内に配備されており、こちらもパークレンジャーと呼ばれるが、区別してゲームワーデン(猟場管理者)と呼ばれる事も多い。銃火器の装備が義務付けられており、捜査令状の申請及び執行や無令状逮捕の権利も有している。職務内容としては密猟(漁)者や不法投棄者の逮捕、公園内道路の交通違反や水上での船舶法違反の取締り、遭難者の捜索及び救助、危険動物の捕縛、森林火災の消火活動、犯罪被疑者が公園内に逃げ込んだ際に警察や保安官事務所と連携して捜査するなど多岐に渡る。ヘリコプターや警察犬も有しており、環境保護よりも治安維持を目的とした組織に見えるが、州によって管轄する局や部署の方針が違うため、前述のパークガイドやメンテナンス職員の業務を兼任している場合も多い。全員が公務員試験を合格後に組織が定める法執行官学校や警察学校に入学し、銃器の取り扱い、対人格闘術、対肉食獣対処法、緊急車両及び特殊車両の運転操作技術、水難者の水中救助訓練、応急医療措置、刑事司法、魚類及び野生生物管理学、生物資源学などに関連する特定必須分野の学位を取得し卒業した正規雇用の常勤公務員である。

### 日本
環境省の地方支分部局である地方環境事務所に置かれる職、およびその職を任じられた人のことを呼ぶための用語である。行政用語としては日本語を用いるのが望ましいとの判断で「自然保護官」としたわけであるが、「自然保護官」ではいささか固いので、日常的には米国などに倣って「レンジャー」と呼ばれることもある。日本では現状では国家公務員という枠組みで扱われており、全国各地に29箇所ある国立公園等で勤務している。一般的に現場管理を担当している職員の内、特に自然保護官として発令された人を指しているが、自然環境保全に関わる現場職員の総称でもある。日本全国7ヶ所の地方環境事務所、自然保護事務所、支所、そして約80ヶ所の自然保護官事務所に現場職員（自然保護官）が配置される。主な仕事は、自然公園法に基づく国立公園の許認可、公園の土地や施設の管理、適切な利用のための規制、公園を訪れた人々へのインタープリテーションなど幅広い。日本の「自然保護官」は、人事院が行う「国家公務員採用総合職試験」・「国家公務員採用一般職試験」のいずれかに合格した者のうち、環境省地方環境事務所への配属を命令されたものがなると定められている。
日本における自然保護官は米国のレンジャーに倣って設置されたが、その業務内容や規模には大きな違いがある。例えば、アメリカには約13,000人、国立公園の面積1万haあたり6人程度いるのに対し、日本には自然保護官は300名弱、同じく1万haあたりにして1人未満である。

## パークレンジャーがでてくる作品
- 釧路湿原殺人事件
- サンゴ・レンジャー
- ほんまもん
- ブロークン・アロー
- ヴィルンガ